# Ulla Bosse
Ulla Bosse (* 1952) ist eine deutsche Psychologin. Sie war von 1998 bis 2002 die erste Präsidentin der Universität Hildesheim und erste Frau aus dem Akademischen Mittelbau, die Universitätspräsidentin wurde.

## Leben
Nach dem Staatsexamen 1977 für das Höhere Lehramt nahm sie ein Psychologiestudium auf, welches sie 1984 mit dem Diplom abschloss. Sie machte eine Zusatzausbildung in Gruppendynamik und Organisationsberatung und war von 1984 bis 1990 wissenschaftliche Mitarbeiterin am Institut Frau und Gesellschaft in Hannover. Danach wurde sie bis 1992 wissenschaftliche Mitarbeiterin am Institut für Sozialpädagogik der Universität Hildesheim. Sie promovierte 1992 zum Dr. phil. und ist seit 1993 Akademische Rätin am gleichen Institut. Von 1994 bis 1998 war sie Prorektorin der Universität Hildesheim und danach bis 2002 die erste Präsidentin der Universität Hildesheim. Anschließend war sie neben der Tätigkeit in Hildesheim bis 2003 Koordinatorin der Hochschulen im Kurt-Schwitters-Forum in Hannover. Seit 2003 ist sie Mitglied des Vorstandes im pro familia Landesverband Niedersachsen und Mitglied im Beirat Stiftung der St. Ursula-Schule Hannover. Ihre Forschungsschwerpunkte sind Frauen- und Geschlechterforschung, Personalentwicklung und Organisationsberatung.

## Publikationen (Auswahl)
- Supervision, Juventa Weinheim 2010
- Chancengleichheit – eine Herausforderung an das Hochschulmanagement. In: THEA. Frauenzeitschrift der Fachhochschule Hildesheim-Holzminden-Göttingen. Nr. 9. WS 2000/2001
- Ressourcensteuerung durch die Hochschulleitung. In: Deutscher Hochschullehrerinnenbund e.V. Tagungsbeiträge zum öffentlichen Kolloquium am 21. Januar 2000
- Veränderung der Schule durch Organisationsentwicklung und Eigenverantwortung. In: Blickpunkt Schulleitung: Schulleitungsverband Niedersachsen (Hrsg.), H 4613 F, Nr. 52, 1996
- Gruppenprozesse und Organisationsentwicklung in selbstorganisierten Einrichtungen. Verlag des Deutschen Vereins für öffentliche und private Fürsorge. Frankfurt 1993
- Kommunale Gleichstellungsstellen und Frauenbeauftragte in Niedersachsen. Veröffentlichung der Landesbeauftragten für Frauenfragen bei der Niedersächsischen Landesregierung, Hannover 1989
- Einstellungen männlicher und weiblicher Rehabilitanden gegenüber Maßnahmen der beruflichen Rehabilitation. In: POSTLER J./ WUNN CH.: Frauen in der beruflichen Rehabilitation. Veröffentlichung des Bundesministeriums für Arbeit und Soziales, Bonn 1988

## Projekte
- 1999 bis 2002: Projektleitung im Forschungsprojekt: Schulleitungsfortbildung. Zeitgemäße Lernformen in NLI-Kursen zur Vorbereitung auf Schulleitungsfunktionen – Ein qualitatives Forschungsvorhaben mit anwendungsorientierter Begleituntersuchung finanziert durch die Volkswagen-Stiftung
- 1990 bis 1992: Wissenschaftliche Begleitung im Forschungsprojekt: Suizidprophylaxe bei Kindern und Jugendlichen in Hannover finanziert durch die Stiftung Deutsche Jugendmarke
- 1987 bis 1990 im Institut Frau und Gesellschaft, Hannover
- Unterrepräsentation von Frauen in Maßnahmen der beruflichen Rehabilitation
- Kommunale Gleichstellungsstellen in Niedersachsen
- Institutionelle Voraussetzungen für die Gleichberechtigung von Mann und Frau in den Mitgliedsstaaten der europäischen Gemeinschaft
- Organisationsentwicklung in Familien- und Nachbarschaftszentren des Bundesmodellversuchs "Familien helfen Familien"